# Josef Benda
Josef Benda (7. května 1724, Benátky nad Jizerou – 22. února 1804, Berlín), český houslista a skladatel z muzikantské rodiny Bendů. V roce 1742 odešel s rodiči Janem Jiřím Bendou a Dorotou Bendovou rozenou Brixi z Čech do Postupimi. O přesídlení rodiny Bendů z Čech do Pruska se na prosbu jeho bratra Františka Bendy, houslového virtuóza a prvního houslisty v pruské dvorské kapele, postaral pruský král Fridrich II.
Josef Benda začal (1742) svou hudební kariéru jako houslista v pruské dvorské kapele a po smrti bratra Františka (1786) byl ustanoven na jeho místo kapelníka. Tuto funkci zastával až do roku 1797. Z jeho čtyř synů nejstarší Ernst Friedrich Benda (1749–1785) a nejmladší Carl Friedrich Franz Benda (1754–1816) byli také hudebníky.
Z tvorby Josefa Bendy se dochovala houslová sonáta (ve Staatsbibliothek zu Berlin Preussischer Kulturbesitz) a 12 capriccií pro sólové housle v Etude de violon ou caprices… de Messieurs François et Joseph Benda, ii (vydáno v Lipsku 1804).